# 1994-es Formula–1 brazil nagydíj
A brazil nagydíj volt az 1994-es Formula–1 világbajnokság szezonnyitó futama.

## Futam
Az évadnyitó brazil futamon Senna megszerezte a pole-t Schumacher előtt. A német fiú azonban a boxkiállásoknál megelőzte őt. Senna a második helyen sietségében túl gyorsan jött ki az egyik kanyarból, kipördült és kiesett. Schumacher magabiztosan nyert, Damon Hill és Jean Alesi előtt egy kör előnnyel.
| Helyezés | #  | Versenyző             | Csapat/Motor      | Futott körök | Idő/Kiesés oka | Rajthely | Pontszám |
| -------- | -- | --------------------- | ----------------- | ------------ | -------------- | -------- | -------- |
| 1        | 5  | Michael Schumacher    | Benetton-Ford     | 71           | 1:35:39,2      | 2        | 10       |
| 2        | 0  | Damon Hill            | Williams-Renault  | 70           | +1 kör         | 4        | 6        |
| 3        | 27 | Jean Alesi            | Ferrari           | 70           | +1 kör         | 3        | 4        |
| 4        | 14 | Rubens Barrichello    | Jordan-Hart       | 70           | +1 kör         | 14       | 3        |
| 5        | 3  | Katajama Ukjó         | Tyrrell-Yamaha    | 69           | +2 kör         | 10       | 2        |
| 6        | 29 | Karl Wendlinger       | Sauber-Mercedes   | 69           | +2 kör         | 7        | 1        |
| 7        | 12 | Johnny Herbert        | Lotus-Mugen-Honda | 69           | +2 kör         | 21       |          |
| 8        | 23 | Pierluigi Martini     | Minardi-Ford      | 69           | +2 kör         | 15       |          |
| 9        | 20 | Érik Comas            | Larrousse-Ford    | 68           | +3 kör         | 13       |          |
| 10       | 11 | Pedro Lamy            | Lotus-Mugen-Honda | 68           | +3 kör         | 24       |          |
| 11       | 26 | Olivier Panis         | Ligier-Renault    | 68           | +3 kör         | 19       |          |
| 12       | 31 | David Brabham         | Simtek-Ford       | 67           | +4 kör         | 26       |          |
| Kiesett  | 2  | Ayrton Senna          | Williams-Renault  | 55           | Kicsúszás      | 1        |          |
| Kiesett  | 8  | Martin Brundle        | McLaren-Peugeot   | 34           | Baleset        | 18       |          |
| Kiesett  | 15 | Eddie Irvine          | Jordan-Hart       | 34           | Baleset        | 16       |          |
| Kiesett  | 6  | Jos Verstappen        | Benetton-Ford     | 34           | Baleset        | 9        |          |
| Kiesett  | 25 | Éric Bernard          | Ligier-Renault    | 33           | Kicsúszás      | 20       |          |
| Kiesett  | 4  | Mark Blundell         | Tyrrell-Yamaha    | 21           | Kicsúszás      | 12       |          |
| Kiesett  | 9  | Christian Fittipaldi  | Footwork-Ford     | 21           | Váltó          | 11       |          |
| Kiesett  | 30 | Heinz-Harald Frentzen | Sauber-Mercedes   | 15           | Kicsúszás      | 5        |          |
| Kiesett  | 7  | Mika Häkkinen         | McLaren-Peugeot   | 13           | Motorhiba      | 8        |          |
| Kiesett  | 24 | Michele Alboreto      | Minardi-Ford      | 7            | Motorhiba      | 22       |          |
| Kiesett  | 10 | Gianni Morbidelli     | Footwork-Ford     | 5            | Váltó          | 6        |          |
| Kiesett  | 28 | Gerhard Berger        | Ferrari           | 5            | Motorhiba      | 17       |          |
| Kiesett  | 19 | Olivier Beretta       | Larrousse-Ford    | 2            | Baleset        | 23       |          |
| Kiesett  | 34 | Bertrand Gachot       | Pacific-Ilmor     | 1            | Baleset        | 25       |          |
| NK       | 32 | Roland Ratzenberger   | Simtek-Ford       |              |                | 27       |          |
| NK       | 33 | Paul Belmondo         | Pacific-Ilmor     |              |                | 28       |          |

## A világbajnokság élmezőnyének állása a verseny után
| H  | Versenyzők         | Pont | H  | Konstruktőrök    | Pont |
| -- | ------------------ | ---- | -- | ---------------- | ---- |
| 1. | Michael Schumacher | 10   | 1. | Benetton-Ford    | 10   |
| 2. | Damon Hill         | 6    | 2. | Williams-Renault | 6    |
| 3. | Jean Alesi         | 4    | 3. | Ferrari          | 4    |
| 4. | Rubens Barrichello | 3    | 4. | Jordan-Hart      | 3    |
| 5. | Katajama Ukjó      | 2    | 5. | Tyrrell-Yamaha   | 2    |

## Statisztikák
Vezető helyen:
- Ayrton Senna: 21 (1-21)
- Michael Schumacher: 50 (22-71)

Michael Schumacher 3. győzelme, 8. leggyorsabb köre, Ayrton Senna 63. (R) pole-pozíciója.
- Benetton 8. győzelme.

Pierluigi Martini 100. versenye.
Jos Verstappen, Olivier Panis és Heinz-Harald Frentzen első versenye.